# Колстрип
Колстрип (на английски: Colstrip) е град в окръг Роузбъд, щата Монтана, САЩ. Колстрип е с население от 2346 жители (2000) и обща площ от 11,6 km². Намира се на 982 m надморска височина. ЗИП кодът му е 59323, а телефонният му код е 406.